# Marquesado de Almodóvar del Río
El marquesado de Almodóvar del Río, es un título nobiliario español, de Castilla. Fue creado el 13 de mayo de 1667 por el rey Carlos II, a favor de Juan Francisco Ximénez de Góngora y Castillejo, señor de las villas de Almodóvar del Río, la Rambla y Espiel, y del lugar de Santa María de Trassierra; todo en el reino de Córdoba.
El concesionario era hijo de Baltasar Ximénez de Góngora, señor de Magaña, caballero de Santiago y veinticuatro de Córdoba, tesorero general de los reyes Felipe III y IV, y de Beatriz Pérez de Castillejo, su mujer, y nieto del señor de las Torres de Alborroz. Pertenecía a una línea menor del linaje de los Góngora del reino de Córdoba, cuya primogenitura ostentaban los señores de la Zarza y Cañaveral, que usaban el patronímico Suárez por un entronque Suárez de Figueroa. Después de los días del ii marqués quedó extinguida la descendencia agnada del concesionario, y marquesado y señoríos recayeron en la línea mayor o de los Suárez de Góngora.
El vi marqués de Almodóvar del Río, Pedro Francisco de Luján y Góngora, recibió el título de duque de Almodóvar del Río, conservando el marquesado como título independiente.
En 1905, el marquesado fue rehabilitado por el rey Alfonso XIII en favor de José Ramón Sánchez y Hoces.
Su denominación hace referencia a la villa y municipio de Almodóvar del Río, provincia de Córdoba.

## Marqueses de Almodóvar del Río
|                                 | Titular                                                          | Periodo                |
| Creación por Carlos II          | Creación por Carlos II                                           | Creación por Carlos II |
| ------------------------------- | ---------------------------------------------------------------- | ---------------------- |
| i                               | Juan Francisco Ximénez de Góngora                                | 1667-1668              |
| «ii»                            | Luis José Ximénez de Góngora                                     | 1668-1668              |
| ii                              | Luisa de Góngora y Haro                                          | 1668-1689              |
| iii                             | Antonio Suárez de Góngora                                        | 1689-                  |
| iv                              | Pedro Suárez de Góngora y Gutiérrez de los Ríos                  |                        |
| v                               | Ana Antonia Suárez de Góngora y Menéndez de Avilés               |                        |
| vi                              | Pedro Francisco de Luján y Góngora                               |                        |
| vii                             | Francisco de Borja Fernández de Córdoba y Góngora                | -1726                  |
| viii                            | Joaquín Fernández de Córdoba y Fernández de Córdoba              | 1726-1785              |
| ix                              | Joaquín Fernández de Córdoba y Hoces                             | 1785-1812              |
| x                               | Joaquín Fernández de Córdoba y Álvarez de las Asturias Bohorques | 1812-1848              |
| xi                              | Genoveva de Hoces y Fernández de Córdoba                         | 1848-                  |
| Rehabilitación por Alfonso XIII |                                                                  |                        |
| xii                             | José Ramón Sánchez y Hoces                                       | 1905-1911              |
| xiii                            | Juan Manuel Sánchez y Dujat des Allimes                          | 1913-1938              |
| xiv                             | Isabel Sánchez y Hoces                                           | 1938-1943              |
| xv                              | Alfonso de Hoyos y Sánchez-Romate                                | 1943-1995              |
| xvi                             | María Isabel de Hoyos y Martínez de Irujo                        | 1996-2015              |
| xvii                            | Jaime Carvajal y Hoyos                                           | 2015-2020              |
| xviii                           | Isabela Hilda Carvajal y Falcó                                   | Desde 2021             |

## Historia de los marqueses de Almodóvar del Río
El padre del concesionario fue
- Baltasar Ximénez de Góngora, señor de Magaña, veinticuatro de Córdoba, caballero de Santiago y tesorero general de los reyes Felipe III y Felipe IV. Era hijo segundo de Luis López de Góngora, señor de las Torres de Alborroz, veinticuatro de la misma ciudad, y de Juana de Cabrera, su mujer, de los señores de Torres Cabrera.

Casó con Beatriz Pérez de Castillejo, hija de Juan de Castillejo y de Inés de los Ríos, y fueron padres de:
1. Luis Ximénez de Góngora (c.1595-1659), señor de Magaña y de las Torres de Alborroz, caballero de Calatrava, veinticuatro de Córdoba y procurador en Cortes por esta ciudad, del Consejo de Su Majestad en la Contaduría Mayor de Hacienda, primer caballerizo de la reina Mariana de Austria. Fue señor y i vizconde de la Puebla de los Infantes. Casó con Ana María de Cárcamo y Eraso, hija de los señores de Aguilarejo y Alizné y tuvieron por hija única y sucesora a: 
Luisa de Góngora y Haro (c.1620-1689), que casó en primeras nupcias con su tío Juan, el i marqués de Almodóvar del Río, como en seguida se dirá al tratar de este señor. Enviudó el 10 de enero de 1668, y el 4 de mayo del mismo año murió también su hijo único, de quien era inmediata sucesora. Fue por tanto ii (o iii) marquesa de Almodóvar del Río por derecho propio como se expondrá más abajo.
2. Juan Francisco Ximénez de Góngora, que sigue,
3. Mayor Ximénez de Góngora, que llevó en dote la veinticuatría que tuvieron su padre y su hermano Luis según las capitulaciones de su casamiento, otorgadas en 1622.[1] Fue su marido Íñigo Fernández de Córdoba, señor de las villas de Pozo-Benito y Rojuelas y de los donadíos de la Campana, caballero de Santiago, natural, veinticuatro y alférez mayor de Córdoba, alguacil mayor de la Inquisición de este reino, que recibió el bautismo en el Salvador el 11 de junio de 1596 y testó en la misma ciudad el 7 de octubre de 1647 ante Nicolás de Torres. Hijo de Diego de Córdoba y Ponce de León, poseedor de los mismos estados y oficios perpetuos, y de Aldonza Manrique de Córdoba, su mujer, de los señores de Belmonte. Con abundante descendencia en la que figuran, entre otras casas tituladas, los marqueses de la Puebla de los Infantes.

El marquesado fue creado a favor de
- Juan Francisco Ximénez de Góngora (c.1610-1668), i marqués de Almodóvar del Río, señor de las villas de la Rambla y Espiel y Chamartín y del lugar de Santa María de Trassierra, colegial del Mayor del Arzobispo en Salamanca, presidente de la Casa de Contratación de Indias, del Consejo y Cámara de Castilla y presidente del de Hacienda. En 1660 compró a la III marquesa de la Rosa la jurisdicción de la villa de Chamartín de la Rosa, cerca de Madrid,[2] y en 1665 la de La Rambla a los herederos de Luis Méndez de Haro, quien le había dispensado su protección en la corte.[3]

Casó en Córdoba, parroquia de Omnium Sanctórum, el 12 de septiembre de 1640, con Luisa de Góngora y Haro, su sobrina carnal, ii vizcondesa de la Puebla de los Infantes, señora de Magaña y poseedora del mayorazgo de Alborroz, Alborrocejo y Matasanos, la cual después de los días de su marido y del hijo que tuvieron sucedería como iii marquesa. Estos cónyuges fundaron mayorazgo en 1661. Le sucedió su hijo único:
- Luis José Ximénez de Góngora, ii marqués de Almodóvar del Río. Sin descendientes. Le sucedió su madre:

- Luisa de Góngora y Haro (c.1620-1689), iii marquesa de Almodóvar del Río y ii vizcondesa de la Puebla de los Infantes, señora de Magaña, la Rambla, Espiel, Santa María de Trassierra y las Torres de Alborroz.

Casó en primeras nupcias, como se ha dicho, con Juan Ximénez de Góngora, su tío carnal, i marqués de Almodóvar del Río.
Casó en segundas nupcias en la iglesia de los Santos Justo y Pastor de Madrid el 21 de noviembre de 1668 con Luis de Meneses, ii marqués de Penalba en Castilla y iv conde de Tarouca en Portugal. Después de los días de Luisa de Góngora sucedió:
- Antonio Suárez de Góngora, iii marqués de Almodóvar del Río.

Casó con María Ana de los Ríos y Cerón. Le sucedió su hijo:
- Pedro Suárez de Góngora y Gutiérrez de los Ríos, iv marqués de Almodóvar del Río.

(1628-c. 1860)
Casó el 2 de junio de 1697 con María Catalina Menéndez de Avilés y Bañuelos, iv marquesa de Ontiveros y iii condesa de Canalejas.
Señor de las villas de la Rambla y Espiel y de los lugares de la Zarza, Torre del Cañaveral y Santa María de Trassierra, todo en el reino de Córdoba, natural y veinticuatro de esta ciudad, VIII adelantado de la Florida, alcaide del castillo de San Juan de Nieva y de la torre de Avilés, caballero de Calatrava, que nació en 1628 y testó en Córdoba el 12 de diciembre de 1679 ante Juan Laínez Calatrava. Hijo de Antonio Suárez de Góngora, III marqués de Almodóvar, señor de la Zarza y de la Torre del Cañaveral, veinticuatro de Córdoba y caballero del mismo hábito, paje de Felipe IV, y de Mariana de los Ríos y Cerón, hermana del I conde de Gavia; nieto de Pedro Suárez de Góngora, señor de la Zarza y Cañaveral, también calatravo y veinticuatro, y de Urraca Venegas de Sandoval (hija de Antonio Ruiz de las Infantas y de otra Urraca Venegas de Sandoval); y materno de Martín de los Ríos Corral y Guzmán, señor de Torreblanca, veinticuatro de Córdoba, y de Luisa Cerón y Velasco, de los señores de la Herradura y de los Castellones.
Le sucedió su hija:
- Ana Antonia Suárez de Góngora y Menéndez de Avilés, v marquesa de Almodóvar del Río, iv condesa de Canalejas.

Casó con Fernando Lázaro de Luján y Silva. Le sucedió su hijo:
- Pedro Francisco de Luján y Góngora (1727-1794), vi marqués de Almodóvar del Río, i duque de Almodóvar del Río, v conde de Canalejas.

Casó con Francisca Javiera Fernández de Miranda y Villacís, de los marqueses de Valdecarzana, y en segundas con María Joaquina de Montserrat y Acuña, de los marqueses de Cruillas. Sin descendientes de ninguno de estos matrimonios. Después de los días del vi marqués y i duque de Almodóvar del Río, se separaron estos títulos y en el marquesado sucedió:
- Francisco de Borja Fernández de Córdoba y Góngora (1684-1726), vii marqués de Almodóvar del Río, i marqués de la Puebla de los Infantes.

1. Casó con Catalina Fernández de Velasco Tovar y Carvajal.
2. Casó con Bernarda Fernández de Córdoba y de la Cueva. Le sucedió su hijo del segundo matrimonio:

- Joaquín Fernández de Córdoba y Fernández de Córdoba (1721-1785), viii marqués de Almodóvar del Río y ii de la Puebla de los Infantes.

1. Casó con Ana María de Hoces y Hoces. Le sucedió su hijo:

- Joaquín Fernández de Córdoba y Hoces (1751-1812), ix marqués de Almodóvar del Río, iii marqués de la Puebla de los Infantes.

1. Casó con María Magdalena Ponce de León y Dávila.
2. Casó con Francisca Álvarez de las Asturias Bohorques y Pérez de Barradas. Le sucedió su hijo del segundo matrimonio:

- Joaquín Fernández de Córdoba y Álvarez de las Asturias Bohorques (1790-1848), v duque y x marqués de Almodóvar del Río.

1. Casó con Ramona Pulido y Merino. Le sucedió su sobrina materna:

- Genoveva de Hoces y Fernández de Córdoba (1852-1906), viii duquesa y xi marquesa de Almodóvar del Río, viii marquesa de la Puebla de los Infantes.

1. Casó con Juan Manuel Sánchez y Gutiérrez de Castro. Le sucedió su hijo:

- José Ramón Sánchez y Hoces (1878-1911), ix duque y xii marqués de Almodóvar del Río.

1. Casó con Margarita Dujat des Allimes y Díez. Le sucedió su hijo:

- Juan Manuel Sánchez y Dujat des Allimes (1910-1938), x duque y xiii marqués de Almodóvar del Río. Murió soltero y sin descendientes. Le sucedió su tía paterna:

- Isabel Sánchez y Hoces (1875-), xi duquesa y xiv marquesa de Almodóvar del Río, ix marquesa de la Puebla de los Infantes.

1. Casó con José María de Hoyos y Vinent, iv marqués de Vinent, iii de Hoyos y iii de Zornoza, iii vizconde de Manzanera. Le sucedió su hijo:

- Alfonso de Hoyos y Sánchez (1906-1995), xii duque y xv marqués de Almodóvar del Río, v marqués de Vinent, iv  de Hoyos y iv vizconde de Manzanera.

1. Casó con María Victoria Martínez de Irujo y Artázcoz. Le sucedió su hija:

- María Isabel de Hoyos Martínez de Irujo, xvi marquesa de Almodóvar del Río, v marquesa de Hoyos.

Por cesión, orden publicada en el BOE del 16 de junio de 2015 y Real Carta del 16 de noviembre siguiente, sucedió su hijo
- Jaime Carvajal y Hoyos, xvii marqués de Almodóvar del Río, banquero de negocios, que fue presidente de Evo Banco, consejero delegado de Arcano y miembro también de los consejos de administración de Logista y Allfunds Bank. Falleció el 2 de septiembre de 2020. Estaba casado con Alejandra (Xandra) Falcó Girod, xiv marquesa de Mirabel y actual marquesa viuda de Almodóvar del Río. De este matrimonio quedan tres hijas: Isabela, Camila y Blanca Carvajal Falcó.[5] Le sucedió, en 2021, su hija:

- Isabela Hilda Carvajal y Falcó, xviii marquesa de Almodóvar del Río.[6]